# Pseudoyersinia paui
Espèce
Pseudoyersinia paui  est une espèce de mantes du genre Pseudoyersinia. Elle est dédiée au botaniste espagnol Carlos Pau Español.